# Osamu Taninaka
Osamu Taninaka (谷中 治, Taninaka Osamu, Tokio, 24 september 1964) is een Japans voormalig voetballer die als aanvaller speelde.

## Clubcarrière
In 1980 ging Taninaka naar de Teikyo High School, waar hij in het schoolteam voetbalde. Nadat hij in 1983 afstudeerde, ging Taninaka spelen voor Fujita Industries. In 8 jaar speelde hij er 138 competitiewedstrijden en scoorde 19 goals. Hij tekende in 1991 bij Tosu Futures. Taninaka beëindigde zijn spelersloopbaan in 1995.

## Japans voetbalelftal
Osamu Taninaka debuteerde in 1984 in het Japans nationaal elftal en speelde 3 interlands.

## Statistieken
| Japans voetbalelftal | Japans voetbalelftal | Japans voetbalelftal |
| Jaar                 | Wed.                 | Dlp.                 |
| -------------------- | -------------------- | -------------------- |
| 1984                 | 1                    | 0                    |
| 1985                 | 0                    | 0                    |
| 1986                 | 2                    | 0                    |
| Totaal               | 3                    | 0                    |